# Kinnblattfledermäuse
Die Kinnblatt- oder auch Schnurrbartfledermäuse (Mormoopidae) sind eine auf Amerika beschränkte Familie der Fledermäuse (Microchiroptera). Sie wird in zwei Gattungen mit acht Arten unterteilt.

## Beschreibung
Auffälligstes Merkmal dieser Fledermäuse ist der Bau der Mundregion. Die Lippen sind vergrößert, die Unterlippen sind gefaltet und mit Hautwülsten versehen. Zusätzlich können kleine Kinnblätter – Hautauswüchse am Kinn – vorhanden sein. Die Oberlippe ist ebenfalls mit Wulsten und Falten vergrößert, die die Nasenlöcher integrieren. Ein typisches Nasenblatt wie bei den Blattnasen ist aber nicht vorhanden. Diese Modifikationen bewirken eine Trichterform des Mundes. Den Namen Schnurrbartfledermäuse verdanken sie einem Saum steifer Haare um den Mund.
Die Flügel sind bei manchen Arten nicht an der Flanke, sondern am Rückgrat befestigt, was den Eindruck eines nackten Rückens erweckt. Der Schwanz ist relativ lang, seine Spitze ragt aus dem Uropatagium (der Schwanzflughaut zwischen den Beinen) heraus. Das Fell dieser Tiere ist kurz und fein, seine Färbung ist variabel. Kinnblattfledermäuse können orangefarben, hell- oder dunkelbraun oder gräulich gefärbt sein, wobei die Unterseite meist heller ist. Diese Tiere erreichen eine Kopfrumpflänge von 40 bis 80 Millimetern, eine Schwanzlänge von 15 bis 30 Millimetern und ein Gewicht von 8 bis 20 Gramm erreichen.

## Lebensweise
Kinnblattfledermäuse sind in tropischen Regionen von den südlichen USA (Arizona und Texas) bis ins mittlere Brasilien (Mato-Grosso-Region) verbreitet und kommen auch auf den Antillen vor. Sie bewohnen eine Vielzahl von Lebensräumen, sowohl Regenwälder als auch aride Regionen. Wie die meisten Fledermäuse sind sie nachtaktiv; tagsüber schlafen sie in Höhlen, Minen, Tunnels und selten auch in Gebäuden. Sie bevorzugen dabei dunkle Bereiche, oft tief im Inneren der Höhlen und weit vom Eingang entfernt. Zum Schlafen bilden sie große Gruppen von oft hunderttausenden Tieren, jedes Exemplar hält aber rund 15 Zentimeter Abstand zum nächsten Tier.
Nach Einbruch der Dunkelheit begeben sie sich auf Nahrungssuche, die fünf bis sieben Stunden dauern kann. Sie sind später unterwegs als andere Fledermausarten, von der Gattung Mormoops wird ein Höhepunkt der Aktivitätszeit zwischen 23.00 Uhr und Mitternacht berichtet. Diese Tiere sind reine Insektenfresser, sie ernähren sich hauptsächlich von Schmetterlingen und Käfern, die sie mittels Echoortung lokalisieren.
Meist einmal im Jahr bringt das Weibchen ein einzelnes Jungtier zur Welt, die Paarungs- und Fortpflanzungszeit hängt von den klimatischen Bedingungen ab. In den südlichen USA fallen die meisten Geburten in die Monate Mai oder Juni.

## Systematik

### Externe Systematik
Früher wurden die Kinnblattfledermäuse als Unterfamilie Chilonycterinae innerhalb der Blattnasen (Phyllostomidae) geführt. Unterschiede im Bau der Vordergliedmaßen und die eigenwillige Gesichtsform rechtfertigen nach Meinung der meisten Forscher den Familienrang für diese Gruppe. Phylogenetisch gelten sie als Schwestertaxon der Blattnasen. Die Fossiliengeschichte der Kinnblattfledermäuse ist dürftig, sie lässt sich nur bis ins Pleistozän zurückverfolgen.

### Gattungen und Arten
- Die Gattung Pteronotus (oft als Schnurrbartfledermäuse bezeichnet) umfasst sechs Arten, die von Südmexiko bis Brasilien verbreitet sind. Anhand der Flügel wird sie in zwei Untergattungen geteilt: Bei der Untergattung Pteronotus (zwei Arten) sind die Flugmembranen am Rückgrat befestigt, weswegen sie auch als Nacktrückenfledermäuse bezeichnet werden. Bei der Untergattung Chilonycteris (vier Arten) sitzen die Flughäute an den Flanken.
- Die Gattung Mormoops (manchmal als Eigentliche Kinnblattfledermäuse bezeichnet) umfasst zwei Arten, die von den südlichen USA bis Nordperu vorkommen. Sie sind charakterisiert durch die auffallend gerundeten Ohren, die sich um die kleinen Augen legen, und durch die blattartigen Auswüchse am Kinn.